# Rezső Manninger
Rezső Manninger (* 7. Juli 1890 in Sopron; † 4. Februar 1970 in Budapest), genannt auch Rudolf Manninger, war ein ungarischer Professor der Veterinärmedizin.

## Leben
Manninger wuchs in Sopron auf, wo seit 1982 eine Gedenktafel an seinem Geburtshaus an ihn erinnert. Er besuchte bis 1908 das Evangelische Dániel-Berzsenyi-Gymnasium in Sopron und absolvierte dann bis 1912 ein Studium an der Tierärztlichen Hochschule in Budapest. 1914 wurde er promoviert. Er forschte am tierseuchenkundlichen Institut von Ferenc Hutÿra und nahm ab 1916 verschiedene Aufgaben in der Lehre wahr, bis er 1927 Hutÿras Nachfolger als Lehrstuhlinhaber für Mikrobiologie und Infektionskrankheiten der Haustiere wurde.
Von 1928 bis 1943 leitete Manninger das von ihm gegründete landesweite veterinärmedizinische Institut Országos Állategészségügyi Intézet, das noch heute – seit 2007 unter dem Namen Állat-egészségügyi Diagnosztikai Igazgatóság – besteht und ihn 1980 mit einer Gedenktafel ehrte. Von 1933 bis 1963 vertrat Manninger Ungarn in der Weltorganisation für Tiergesundheit. Von 1940 bis 1941 war er Dekan, von 1947 bis 1948 Rektor der Landwirtschaftlichen Universität. 1963 trat er in den Ruhestand.
Manniger war ab 1927 korrespondierendes und ab 1939 ordentliches Mitglied der Ungarischen Akademie der Wissenschaften. Von 1953 bis 1956 stand er ihrer agrarwissenschaftlichen Abteilung vor, von 1960 bis 1967 war er Vizepräsident der Akademie. 1965 verlieh ihm die Akademie ihre Goldmedaille.
Von 1955 bis 1967 war Manninger Präsident der Ungarischen Gesellschaft für Mikrobiologie, die seit 1974 die nach ihm benannte Rezső-Manninger-Medaille verleiht. Von 1961 bis 1967 war er außerdem Präsident der Ungarischen Veterinärmedizinischen Gesellschaft.
1950 und 1961 wurde er mit dem Kossuth-Preis ausgezeichnet, dem höchsten ungarischen Staatspreis. 1955 erhielt er von der Universität Leipzig die Ehrendoktorwürde.
Rezső Manninger sprach Deutsch, Englisch und Französisch; auf Deutsch trug er auch den Vornamen Rudolf. Von seinen zahlreichen Veröffentlichungen in deutscher Sprache sind die Bände Infektionskrankheiten und Organkrankheiten hervorzuheben, die in mehreren Auflagen bei Gustav Fischer in der Reihe Spezielle Pathologie und Therapie der Haustiere erschienen.
Manningers Asche wurde 1970 auf dem Farkasréti-Friedhof in Budapest bestattet. Zu seinem 100. Geburtstag wurde 1990 eine von Kristóf Kelemen geschaffene Bronzebüste vor der Tierärztlichen Hochschule im VII. Budapester Bezirk aufgestellt, die heute eine Fakultät der Szent-István-Universität ist.